# Bufeo colorado
El Bufeo Colorado (en portugués: Boto y en francés: Bouto) es una leyenda muy difundida en la selva amazónica, que tiene su origen en la región norte de Perú la cual habla sobre los botos, o delfines rosados mamíferos cetáceos pertenecientes a la familia iniidae, llamados también delfines rosados, los cuales viven en el río Amazonas y sus afluentes. Esta leyenda sigue viva en los mitos de Perú y está muy extendida en la cultura e imaginación popular peruana.
La leyenda es generalmente contada para justificar un embarazo fuera del matrimonio. Esta historia fue contada en el cine en la película brasileña El boto (1987) con Carlos Alberto Riccelli en el papel principal.

## Mito
Se dice que, durante las fiestas y bailes locales, el boto aparecía transformado en un muchacho elegante vestido de blanco y siempre con un sombrero para cubrir los grandes orificios nasales, los cuales no desaparecían del tope de su cabeza cuando este animal realiza la transformación a un ser humano.
Se afirma que la transformación del boto ocurre en las noches de luna llena y va a los pueblos cerca de los ríos donde habita. En aquellas regiones la economía depende de los ríos. Se afirma que el muchacho seduce las muchachas solitarias, llevándolas para el fondo del río y, en algunos casos embarazándolas. Por esa razón, cuando un muchacho desconocido aparece en una fiesta usando sombrero, se pide que él se lo quite para garantizar que no sea un boto. 
De esta leyenda deriva la costumbre de decir, cuando una mujer tiene un hijo con un padre desconocido, "hijo del boto".
También en la película Diarios de motocicleta aparece una versión de esta leyenda. En el film, una prostituta que se encuentra en el barco en donde viajan el joven Ernesto Che Guevara y su amigo Alberto Granado en la selva peruana, le cuenta a este último la leyenda del boto, pero diciendo que se transforma en una bella mujer que seduce a los hombres.